# Jennifer Vreedzaam
Jennifer Maureen Vreedzaam is een Surinaams politicus. Ze  is sinds 2015 lid van De Nationale Assemblée (DNA) voor de Nationale Democratische Partij (NDP).

## Biografie
Vreedzaam is afkomstig uit het inheemse dorp Pierrekondre, voormalig Kumbasi. Zij is een afstammeling van de Caraïben. Haar vader is oud-minister Werner Vreedzaam (NPS en ABOP) en haar moeder Harriette Joeroeja,. bekend van NAKS en het nastreven van inheemse rechten.
Ze werd door ruim tien inheemse dorpen in het district Para voorgedragen als NDP-kandidaat in Para voor de verkiezingen van 2015. Zij was niet de enige kandidaat die door inheemse dorpen naar voren werd geschoven. Leandra Woei ging haar voor en toen haar kandidering rond leek te zijn, ontving president Bouterse een petitie met 1400 handtekeningen voor nog een andere kandidaat. Op 8 april maakte partijprominent Winston Lackin bekend dat Vreedzaam op plaats 2 van Para de verkiezingen in zou gaan. Het lijsttrekkerschap, waar Vreedzaam eerst ook voor genoemd werd, ging uiteindelijk naar Patrick Kensenhuis. Vreedzaam werd tijdens de verkiezingen gekozen tot lid van DNA. Glenn Sapoen was als derde genomineerd en verwierf als derde NDP'er in Para een zetel tijdens de verkiezingen.
Tijdens de verkiezingen van 2020 werd ze herkozen voor een periode van vijf jaar in DNA. Tijdens de verkiezingen van 2025 stond zij op nummer 14 van de lijst van de NDP en werd ze herkozen.